# Lonnie Brooks
Lonnie Brooks (nacido Lee Baker Jr., 18 de diciembre de 1933-1 de abril de 2017) fue un cantante y guitarrista de blues estadounidense.

## Carrera
Brooks nació en Dubuisson, San Landry Parish, Luisiana. Aprendió a tocar el blues de su abuelo que tocaba el banjo, pero no piensa en una carrera musical, hasta que se trasladó a Port Arthur, Texas, en la década de los 50. Allí escuchó las actuaciones en directo de Clarence "Gatemouth" Brown, T-Bone Walker, B. B. King, Long John Hunter y otros, y comenzó a pensar acerca de hacer dinero con la música. Clifton Chenier escuchó el rasgueo de su guitarra en su porche en Port Arthur y le ofreció un trabajo en su banda de gira.
Tras embarcarse en una carrera en solitario, comenzó a llamarse a sí mismo Guitar Jr y firma con el sello Goldband, con sede en Lake Charles, Luisiana. Sus singles para el sello han incluido el hit regional "Family Rules", que sigue siendo una de las favoritas del estilo Swamp del sur de Luisiana y el sureste de Texas. Otros singles incluyeron "Made in the Shade" y "The Crawl" (ambos fueron posteriormente grabados por los Fabulous Thunderbirds).
En 1960, se trasladó a Chicago, Illinois, donde adoptó el nombre artístico de Lonnie Brooks (Luther Johnson ya estaba usando el nombre de Guitar Junior). Brooks encontró trabajo en los clubes del Lado Oeste de Chicago, en las cercanías de Gary y en East Chicago, Indiana, y de vez en cuando en el área de entretenimiento de Rush Street en el Lado Norte de Chicago. Grabó numerosos singles para varios sellos, incluyendo Chess, Chirrup, Mercury, Midas y USA, recibiendo difusión en la radio. También apoyó a otros artistas en grabaciones y en presentaciones en vivo, incluyendo a Jimmy Reed. En 1961, toca la guitarra en el álbum doble Jimmy Reed en el Carnegie Hall.
En 1969 grabó su primer álbum, Broke an’ Hungry, para Capitol Records. Fue producido por Wayne Shuler, hijo de Eddie Shuler, que había fundado Goldband Records en Luisiana.
En 1974, Brooks participa en una gira de multiartistas por Europa y grabó un disco, Sweet Home Chicago, para el sello francés Black&Blue. Cuando regresó a Chicago, comenzó a tocar con regularidad en el club Pepper’s Hideout en el Lado Sur. Allí atrajo la atención de Bruce Iglauer, el jefe de la joven Alligator Records, que previamente lo había visto en el Avenue Lounge en el Lado Oeste de la ciudad.
En 1978, Iglauer incluye cuatro canciones de Brooks (incluyendo tres originales) en la serie antológica Living Chicago Blues, de Alligator. Brooks firmó un contrato con la etiqueta, que lanzó su álbum Bayou Lightning el año siguiente. El álbum ganó el Grand Prix du Disque de 1980 en el Festival de Jazz de Montreux. Mientras estaba en Montreux, Brooks se hizo amigo de la estrella de la música country Roy Clark, quien lo arregló para que apareciera en el programa de televisión de country Hee Haw.
Después de ese tiempo, Brooks ha grabado exclusivamente para Alligator siete álbumes en su propio nombre y contribuyendo a grabaciones conjuntas y compilaciones. Su estilo, a veces se describe como "voodoo blues", incluidos elementos de blues de Chicago, Louisiana blues, swamp y rhythm and blues.
Tras la publicación de Bayou Lightning, Brooks comenzó a viajar por los Estados Unidos y también regresó a Europa. En 1982 un viaje a Alemania resultó en una hora de actuación en directo en la televisión alemana. Su siguiente álbum, Hot Shot, fue lanzado en 1983. Su álbum Wound Up Tight, publicado en 1986, presentó a su más famoso fan, Johnny Winter, en la guitarra. Rolling Stone dio cuenta del álbum en un reportaje de seis páginas sobre Brooks. En 1987, la Radio de la BBC programó una hora de actuación en directo de él. En este momento, su hijo adolescente Ronnie Baker Brooks fue de gira con la banda. Hizo su debut discográfico en su álbum Live from Chicago—Bayou Lightning Strikes.
En 1991 publica Satisfaction Guaranteed, que recibió una gran cobertura en la prensa, incluyendo las críticas y artículos en el Washington Post, Village Voice, el Chicago Tribune, Los Angeles Times, el Guitar World, Living Blues, Blues Revue, y otras publicaciones.
Brooks participó en una gira nacional de conciertos con B. B. King, Buddy Guy, Koko Taylor, Junior Wells y Eric Johnson en el verano de 1993. Eric Clapton, actuando en Chicago como parte de su tour, "From the Cradle" ha honrado a Brooks invitando al bluesman en el escenario para una improvisada jam en el club Buddy Guy's Legends.
En 1996, Brooks publicó Roadhouse Rules. El álbum fue producido en Memphis por Jim Gaines, que también produjo grabaciones de Luther Allison, Stevie Ray Vaughan y Santana. Ronnie Baker Brooks también tocó en este álbum. Con los compañeros de la Costa del Golfo, los veteranos Long John Hunter y Phillip Walker (con ambos de los cuales él había tocado en la década de los 50 en Port Arthur), Brooks en 1999 publica Lone Star Shootout.
Brooks continuó sus giras en los Estados Unidos y Europa. Sus hijos, Ronnie Baker Brooks y Wayne Baker Brooks, también son músicos de blues, al frente de sus propias bandas y hacen giras en los Estados Unidos y en el extranjero. Wayne Baker Brooks también toca en la banda de su padre.
Además de en sus actuaciones registradas, Brooks apareció en las películas Blues Brothers 2000 y The Express y en dos anuncios de televisión para Heineken. Su canción "Eyeballin'" fue utilizada en la película Forever LuLu. "Got Lucky Last Night", con Johnny Winter, fue utilizada en la película Maestros de la Amenaza. Brooks también es coautor del libro Blues for Dummies, con Wayne Baker Brooks y el historiador de la música, guitarrista y compositor Cub Koda.
Brooks fue una influencia en el artista de soul Reggie Sears.

## Muerte
Brooks murió en Chicago, Illinois, Estados Unidos, el 1 de abril de 2017, a la edad de 83 años.

## Comentarios de la crítica
El musicólogo Robert Palmer, escribiendo en la revista Rolling Stone, dijo, "Su música es divertida, conmovedora y muy enérgica, llena de nuevos giros armónicos, voz contenida y un sorprendente trabajo de guitarra."
Jon Pareles, crítico musical del New York Times, escribió, "canta como un potente barítono, canciones que celebran la lujuria, conseguidas o no; sus solos de guitarra son puntiagudos y sin prisas, con un tono que corta limpiamente a través del ritmo. Llevaba un sombrero de vaquero, que él ve como la encarnación de un buen bluesman."
Howard Reich, un crítico musical del Chicago Tribune, escribió, "...la música que tronaba desde instrumento y la voz de Brooks ...sacudió el local. Su sonido era tan enorme y su entrega tan feroz como para hacer que todo, junto a él pareciera un poco más pequeño."

## Discografía
- Broke an' Hungry, as Guitar Jr. (Capitol, 1969)
- Sweet Home Chicago (Black & Blue, 1975; reissued by Evidence Records, 1994)
- Living Chicago Blues, vol. 3 (Alligator, 1978)
- Bayou Lightning (Alligator, 1979)
- Blues Deluxe (Alligator/WXRT, 1980)
- Turn On the Night (Alligator, 1981)
- Hot Shot (Alligator, 1983)
- The Crawl, as Guitar Jr. (Goldband singles reissued by Charly, 1984)
- Live at Pepper’s 1968 (Black Magic, 1985; reissued by Black Top, 1996)
- Wound Up Tight (Alligator, 1986)
- Live from Chicago: Bayou Lightning Strikes (Alligator, 1988)
- Satisfaction Guaranteed (Alligator, 1991)
- Let’s Talk It Over (1977 sessions released by Delmark, 1993)
- Roadhouse Rules (Alligator, 1996)
- Deluxe Edition (Alligator, 1997)
- Lone Star Shootout, with Long John Hunter and Phillip Walker (Alligator, 1999)